# Xã Center, Quận Russell, Kansas
Xã Center (tiếng Anh: Center Township) là một xã thuộc quận Russell, tiểu bang Kansas, Hoa Kỳ. Năm 2010, dân số của xã này là 221 người.